# Cselgáncs a 2008. évi nyári olimpiai játékokon
A 2008. évi nyári olimpiai játékokon a cselgáncsban hét férfi és hét női súlycsoportban mérkőztek. A versenyeket augusztus 9. és 15. között rendezték.

## Összesített éremtáblázat
(A táblázatokban a rendező ország sportolói eltérő háttérszínnel, az egyes számoszlopok legmagasabb értéke vagy értékei vastagítással kiemelve.)
| A 2008. évi nyári olimpiai játékok éremtáblázata cselgáncsban | A 2008. évi nyári olimpiai játékok éremtáblázata cselgáncsban | A 2008. évi nyári olimpiai játékok éremtáblázata cselgáncsban | A 2008. évi nyári olimpiai játékok éremtáblázata cselgáncsban | A 2008. évi nyári olimpiai játékok éremtáblázata cselgáncsban | Olimpia  |
| ------------------------------------------------------------- | ------------------------------------------------------------- | ------------------------------------------------------------- | ------------------------------------------------------------- | ------------------------------------------------------------- | -------- |
|                                                               | Ország                                                        | Arany                                                         | Ezüst                                                         | Bronz                                                         | Összesen |
| 1.                                                            | Japán (JPN)                                                   | 4                                                             | 1                                                             | 2                                                             | 7        |
| 2.                                                            | Kína (CHN)                                                    | 3                                                             | 0                                                             | 1                                                             | 4        |
| 3.                                                            | Dél-Korea (KOR)                                               | 1                                                             | 2                                                             | 1                                                             | 4        |
| 4.                                                            | Azerbajdzsán (AZE)                                            | 1                                                             | 0                                                             | 1                                                             | 2        |
| 5.                                                            | Grúzia (GEO)                                                  | 1                                                             | 0                                                             | 0                                                             | 1        |
| 5.                                                            | Németország (GER)                                             | 1                                                             | 0                                                             | 0                                                             | 1        |
| 5.                                                            | Olaszország (ITA)                                             | 1                                                             | 0                                                             | 0                                                             | 1        |
| 5.                                                            | Mongólia (MGL)                                                | 1                                                             | 0                                                             | 0                                                             | 1        |
| 5.                                                            | Románia (ROU)                                                 | 1                                                             | 0                                                             | 0                                                             | 1        |
|                                                               |                                                               |                                                               |                                                               |                                                               |          |
| 10                                                            | Kuba (CUB)                                                    | 0                                                             | 3                                                             | 3                                                             | 6        |
| 11                                                            | Franciaország (FRA)                                           | 0                                                             | 2                                                             | 2                                                             | 4        |
| 12                                                            | Hollandia (NED)                                               | 0                                                             | 1                                                             | 4                                                             | 5        |
| 13                                                            | Észak-Korea (PRK)                                             | 0                                                             | 1                                                             | 2                                                             | 3        |
| 14.                                                           | Algéria (ALG)                                                 | 0                                                             | 1                                                             | 1                                                             | 2        |
| 14.                                                           | Üzbegisztán (UZB)                                             | 0                                                             | 1                                                             | 1                                                             | 2        |
| 16.                                                           | Ausztria (AUT)                                                | 0                                                             | 1                                                             | 0                                                             | 1        |
| 16.                                                           | Kazahsztán (KAZ)                                              | 0                                                             | 1                                                             | 0                                                             | 1        |
|                                                               |                                                               |                                                               |                                                               |                                                               |          |
| 18                                                            | Brazília (BRA)                                                | 0                                                             | 0                                                             | 3                                                             | 3        |
| 19.                                                           | Argentína (ARG)                                               | 0                                                             | 0                                                             | 1                                                             | 1        |
| 19.                                                           | Egyesült Államok (USA)                                        | 0                                                             | 0                                                             | 1                                                             | 1        |
| 19.                                                           | Egyiptom (EGY)                                                | 0                                                             | 0                                                             | 1                                                             | 1        |
| 19.                                                           | Szlovénia (SLO)                                               | 0                                                             | 0                                                             | 1                                                             | 1        |
| 19.                                                           | Svájc (SUI)                                                   | 0                                                             | 0                                                             | 1                                                             | 1        |
| 19.                                                           | Tádzsikisztán (TJK)                                           | 0                                                             | 0                                                             | 1                                                             | 1        |
| 19.                                                           | Ukrajna (UKR)                                                 | 0                                                             | 0                                                             | 1                                                             | 1        |
|                                                               |                                                               |                                                               |                                                               |                                                               |          |
| Összesen                                                      | Összesen                                                      | 14                                                            | 14                                                            | 28                                                            | 56       |

## Férfi

### Éremtáblázat
| A 2008. évi nyári olimpiai játékok férfi éremtáblázata cselgáncsban | A 2008. évi nyári olimpiai játékok férfi éremtáblázata cselgáncsban | A 2008. évi nyári olimpiai játékok férfi éremtáblázata cselgáncsban | A 2008. évi nyári olimpiai játékok férfi éremtáblázata cselgáncsban | A 2008. évi nyári olimpiai játékok férfi éremtáblázata cselgáncsban | Olimpia  |
| ------------------------------------------------------------------- | ------------------------------------------------------------------- | ------------------------------------------------------------------- | ------------------------------------------------------------------- | ------------------------------------------------------------------- | -------- |
|                                                                     | Ország                                                              | Arany                                                               | Ezüst                                                               | Bronz                                                               | Összesen |
| 1.                                                                  | Japán (JPN)                                                         | 2                                                                   | 0                                                                   | 0                                                                   | 2        |
| 2.                                                                  | Dél-Korea (KOR)                                                     | 1                                                                   | 2                                                                   | 0                                                                   | 3        |
| 3.                                                                  | Azerbajdzsán (AZE)                                                  | 1                                                                   | 0                                                                   | 1                                                                   | 2        |
| 4.                                                                  | Mongólia (MGL)                                                      | 1                                                                   | 0                                                                   | 0                                                                   | 1        |
| 4.                                                                  | Németország (GER)                                                   | 1                                                                   | 0                                                                   | 0                                                                   | 1        |
| 4.                                                                  | Grúzia (GEO)                                                        | 1                                                                   | 0                                                                   | 0                                                                   | 1        |
|                                                                     |                                                                     |                                                                     |                                                                     |                                                                     |          |
| 7.                                                                  | Franciaország (FRA)                                                 | 0                                                                   | 1                                                                   | 1                                                                   | 2        |
| 7.                                                                  | Üzbegisztán (UZB)                                                   | 0                                                                   | 1                                                                   | 1                                                                   | 2        |
| 9.                                                                  | Algéria (ALG)                                                       | 0                                                                   | 1                                                                   | 0                                                                   | 1        |
| 9.                                                                  | Ausztria (AUT)                                                      | 0                                                                   | 1                                                                   | 0                                                                   | 1        |
| 9.                                                                  | Kazahsztán (KAZ)                                                    | 0                                                                   | 1                                                                   | 0                                                                   | 1        |
|                                                                     |                                                                     |                                                                     |                                                                     |                                                                     |          |
| 12.                                                                 | Brazília (BRA)                                                      | 0                                                                   | 0                                                                   | 2                                                                   | 2        |
| 12.                                                                 | Kuba (CUB)                                                          | 0                                                                   | 0                                                                   | 2                                                                   | 2        |
| 12.                                                                 | Hollandia (NED)                                                     | 0                                                                   | 0                                                                   | 2                                                                   | 2        |
| 16.                                                                 | Egyiptom (EGY)                                                      | 0                                                                   | 0                                                                   | 1                                                                   | 1        |
| 16.                                                                 | Észak-Korea (PRK)                                                   | 0                                                                   | 0                                                                   | 1                                                                   | 1        |
| 16.                                                                 | Svájc (SUI)                                                         | 0                                                                   | 0                                                                   | 1                                                                   | 1        |
| 16.                                                                 | Ukrajna (UKR)                                                       | 0                                                                   | 0                                                                   | 1                                                                   | 1        |
| 16.                                                                 | Tádzsikisztán (TJK)                                                 | 0                                                                   | 0                                                                   | 1                                                                   | 1        |
|                                                                     |                                                                     |                                                                     |                                                                     |                                                                     |          |
| Összesen                                                            | Összesen                                                            | 7                                                                   | 7                                                                   | 14                                                                  | 28       |

### Érmesek
| A 2008. évi nyári olimpiai játékok férfi érmesei cselgáncsban |                                        |                                         |                                       |
| Versenyszám                                                   | Arany                                  | Ezüst                                   | Bronz                                 |
| 60 kg                                                         | Cshö Minho · Dél-Korea (KOR)           | Ludwig Paischer · Ausztria (AUT)        | Rishod Sobirov · Üzbegisztán (UZB)    |
| 60 kg                                                         | Cshö Minho · Dél-Korea (KOR)           | Ludwig Paischer · Ausztria (AUT)        | Ruben Houkes · Hollandia (NED)        |
| 66 kg                                                         | Ucsisiba Maszato · Japán (JPN)         | Benjamin Darbelet · Franciaország (FRA) | Yordanis Arencibia · Kuba (CUB)       |
| 66 kg                                                         | Ucsisiba Maszato · Japán (JPN)         | Benjamin Darbelet · Franciaország (FRA) | Pak Csholmin · Észak-Korea (PRK)      |
| 73 kg                                                         | Elnur Məmmədli · Azerbajdzsán (AZE)    | Vang Gicshun · Dél-Korea (KOR)          | Raszul Bokijev · Tádzsikisztán (TJK)  |
| 73 kg                                                         | Elnur Məmmədli · Azerbajdzsán (AZE)    | Vang Gicshun · Dél-Korea (KOR)          | Leandro Guilheiro · Brazília (BRA)    |
| 81 kg                                                         | Ole Bischof · Németország (GER)        | Kim Dzsebom · Dél-Korea (KOR)           | Tiago Camilo · Brazília (BRA)         |
| 81 kg                                                         | Ole Bischof · Németország (GER)        | Kim Dzsebom · Dél-Korea (KOR)           | Roman Hontyuk · Ukrajna (UKR)         |
| 90 kg                                                         | Irakli Cirekidze · Grúzia (GEO)        | Ammár Benihlef · Algéria (ALG)          | Hesám Miszbáh · Egyiptom (EGY)        |
| 90 kg                                                         | Irakli Cirekidze · Grúzia (GEO)        | Ammár Benihlef · Algéria (ALG)          | Sergei Aschwanden · Svájc (SUI)       |
| 100 kg                                                        | Najdangín Tüvsinbajar · Mongólia (MGL) | Aszhat Zsitkejev · Kazahsztán (KAZ)     | Mövlud Mirəliyev · Azerbajdzsán (AZE) |
| 100 kg                                                        | Najdangín Tüvsinbajar · Mongólia (MGL) | Aszhat Zsitkejev · Kazahsztán (KAZ)     | Henk Grol · Hollandia (NED)           |
| +100 kg                                                       | Isii Szatosi · Japán (JPN)             | Abdullo Tangriyev · Üzbegisztán (UZB)   | Oscar Breyson · Kuba (CUB)            |
| +100 kg                                                       | Isii Szatosi · Japán (JPN)             | Abdullo Tangriyev · Üzbegisztán (UZB)   | Teddy Riner · Franciaország (FRA)     |

## Női

### Éremtáblázat
| A 2008. évi nyári olimpiai játékok női éremtáblázata cselgáncsban | A 2008. évi nyári olimpiai játékok női éremtáblázata cselgáncsban | A 2008. évi nyári olimpiai játékok női éremtáblázata cselgáncsban | A 2008. évi nyári olimpiai játékok női éremtáblázata cselgáncsban | A 2008. évi nyári olimpiai játékok női éremtáblázata cselgáncsban | Olimpia  |
| ----------------------------------------------------------------- | ----------------------------------------------------------------- | ----------------------------------------------------------------- | ----------------------------------------------------------------- | ----------------------------------------------------------------- | -------- |
|                                                                   | Ország                                                            | Arany                                                             | Ezüst                                                             | Bronz                                                             | Összesen |
| 1.                                                                | Kína (CHN)                                                        | 3                                                                 | 0                                                                 | 1                                                                 | 4        |
| 2.                                                                | Japán (JPN)                                                       | 2                                                                 | 1                                                                 | 2                                                                 | 5        |
| 3.                                                                | Olaszország (ITA)                                                 | 1                                                                 | 0                                                                 | 0                                                                 | 1        |
| 3.                                                                | Románia (ROU)                                                     | 1                                                                 | 0                                                                 | 0                                                                 | 1        |
|                                                                   |                                                                   |                                                                   |                                                                   |                                                                   |          |
| 5.                                                                | Hollandia (NED)                                                   | 0                                                                 | 3                                                                 | 1                                                                 | 4        |
| 5.                                                                | Kuba (CUB)                                                        | 0                                                                 | 1                                                                 | 2                                                                 | 3        |
| 7.                                                                | Észak-Korea (PRK)                                                 | 0                                                                 | 1                                                                 | 1                                                                 | 2        |
| 7.                                                                | Franciaország (FRA)                                               | 0                                                                 | 1                                                                 | 1                                                                 | 2        |
|                                                                   |                                                                   |                                                                   |                                                                   |                                                                   |          |
| 9.                                                                | Algéria (ALG)                                                     | 0                                                                 | 0                                                                 | 1                                                                 | 1        |
| 9.                                                                | Argentína (ARG)                                                   | 0                                                                 | 0                                                                 | 1                                                                 | 1        |
| 9.                                                                | Brazília (BRA)                                                    | 0                                                                 | 0                                                                 | 1                                                                 | 1        |
| 9.                                                                | Dél-Korea (KOR)                                                   | 0                                                                 | 0                                                                 | 1                                                                 | 1        |
| 9.                                                                | Egyesült Államok (USA)                                            | 0                                                                 | 0                                                                 | 1                                                                 | 1        |
| 9.                                                                | Szlovénia (SLO)                                                   | 0                                                                 | 0                                                                 | 1                                                                 | 1        |
|                                                                   |                                                                   |                                                                   |                                                                   |                                                                   |          |
| Összesen                                                          | Összesen                                                          | 7                                                                 | 7                                                                 | 14                                                                | 28       |

### Érmesek
| A 2008. évi nyári olimpiai játékok női érmesei cselgáncsban |                                             |                                       |                                          |
| Versenyszám                                                 | Arany                                       | Ezüst                                 | Bronz                                    |
| 48 kg                                                       | Alina Dumitru · Románia (ROU)               | Yanet Bermoy · Kuba (CUB)             | Paula Pareto · Argentína (ARG)           |
| 48 kg                                                       | Alina Dumitru · Románia (ROU)               | Yanet Bermoy · Kuba (CUB)             | Tani Rjóko · Japán (JPN)                 |
| 52 kg                                                       | Hszien Tung-mej (Xian Dongmei) · Kína (CHN) | An Gume · Észak-Korea (PRK)           | Szorája Haddád · Algéria (ALG)           |
| 52 kg                                                       | Hszien Tung-mej (Xian Dongmei) · Kína (CHN) | An Gume · Észak-Korea (PRK)           | Nakamura Miszato · Japán (JPN)           |
| 57 kg                                                       | Giulia Quintavalle · Olaszország (ITA)      | Deborah Gravenstijn · Hollandia (NED) | Hszü Jen (Xu Yan) · Kína (CHN)           |
| 57 kg                                                       | Giulia Quintavalle · Olaszország (ITA)      | Deborah Gravenstijn · Hollandia (NED) | Ketleyn Quadros · Brazília (BRA)         |
| 63 kg                                                       | Tanimoto Ajumi · Japán (JPN)                | Lucie Décosse · Franciaország (FRA)   | Elisabeth Willeboordse · Hollandia (NED) |
| 63 kg                                                       | Tanimoto Ajumi · Japán (JPN)                | Lucie Décosse · Franciaország (FRA)   | Von Ogim · Észak-Korea (PRK)             |
| 70 kg                                                       | Ueno Maszae · Japán (JPN)                   | Anaysi Hernández · Kuba (CUB)         | Ronda Rousey · Egyesült Államok (USA)    |
| 70 kg                                                       | Ueno Maszae · Japán (JPN)                   | Anaysi Hernández · Kuba (CUB)         | Edith Bosch · Hollandia (NED)            |
| 78 kg                                                       | Jang Hsziu-li (Yang Xiuli) · Kína (CHN)     | Yalennis Castillo · Kuba (CUB)        | Csong Gjongmi · Dél-Korea (KOR)          |
| 78 kg                                                       | Jang Hsziu-li (Yang Xiuli) · Kína (CHN)     | Yalennis Castillo · Kuba (CUB)        | Stéphanie Possamai · Franciaország (FRA) |
| +78 kg                                                      | Tung Ven (Tong Wen) · Kína (CHN)            | Cukada Maki · Japán (JPN)             | Lucija Polavder · Szlovénia (SLO)        |
| +78 kg                                                      | Tung Ven (Tong Wen) · Kína (CHN)            | Cukada Maki · Japán (JPN)             | Idalys Ortíz · Kuba (CUB)                |